# Hans Pöögelmann
Hans Pöögelmann (Aidu Parish, Viljandimaa, 1875. december 30. – Moszkva, 1938. január 27.) észt kommunista politikus, közgazdász, költő.

## Élete
Szülei gazdálkodók voltak. Érettségi után tanárként, majd újságíróként kezdett dolgozni olyan újságokban, mint a Postimees. Tanulmányait Lipcsében folytatta, ahol elkötelezett marxista lett. 1905-ben csatlakozott az Oroszországi Szociáldemokrata Munkáspárthoz. 1907-ben részt vett az Észt Szervezetek Konferenciáján, ahol elnökké választották. 1909-ben letartóztatták és Szibériába száműzték. Innen 1911-ben az Amerikai Egyesült Államokba, New Yorkba menekült, ahol az Uus Ilm című lap szerkesztőjeként dolgozott 1917-ig.
Az 1917-es februári orosz forradalom után visszatért Oroszországba, ahol a tallinni városi tanács és az észt tartományi gyűlés tagja lett. Az 1917-es októberi orosz forradalom és az Észtországi Munkáskommün létrehozása után nemzetgazdasági biztossá nevezték ki. A kommün bukása után Szovjet-Oroszországba utazott, ahol a Nemzetiség Népbiztosság észt részlegének vezetője lett. A Kommunista Internacionálé alapítói közt volt, annak végrehajtó bizottságába is beválasztották. A Komintern 1-6. kongresszusának küldötte volt. 
A Nyugati Kisebbségek Kommunista Egyeteme (Коммунистический университет национальных меньшинств Запада) és a Herzen Egyetem professzora volt. Tagja volt az Észt Kommunista Párt Központi Bizottságának, s szerkesztette azok kiadványait. Emellett számos, az észt gazdaságról és munkásmozgalomról szóló munkáít írt. 
Pöögelmannt a nagy tisztogatás idején letartóztatták, s szovjetellenes tevékenység vádjával halálra ítélték. A szovjet kormány posztumusz rehabilitálta, az Észt Szovjet Szocialista Köztársaság idején utcákat és iskolákat neveztek el róla. Bronz mellszonra állt Tallinban, ezt 1992-ben eltávolították.
1898-ban Sonetid Viljandi lossivaremetel című verseskötetében új, jobb idők eljövetelét jósolta Észtország számára. H. Roskaja álnéven lapokban és antológiákban publikálta alkotásait. Szatirikus verseinek gyűjteménye 1910-ben jelent meg. Válogatott munkáit 1925-ben adták ki Kevadetuuled címen. 1936-ban jelent meg utolsó kötete. Észt nyelvre fordította az Internacionálét és a La Marseillaise-t.

## Fordítás
- Ez a szócikk részben vagy egészben  a   Hans Pöögelmann című angol Wikipédia-szócikk ezen változatának fordításán alapul.  Az eredeti cikk szerkesztőit annak laptörténete sorolja fel. Ez a jelzés csupán a megfogalmazás eredetét és a szerzői jogokat jelzi, nem szolgál a cikkben szereplő információk forrásmegjelöléseként.